# Ivy (nome)
Ivy é um nome próprio ou sobrenome que vem do nome da planta "hera". Ele se tornou popular como nome feminino no final dos anos 1800, junto com outros nomes de plantas e flores para meninas. Como nome feminino, Ivy apareceu pela primeira vez entre os 200 mais populares na Inglaterra e no País de Gales em 1880, ocupando a 180ª posição, e alcançou seu auge de popularidade em 1904, quando foi o 16º nome mais popular na Inglaterra e no País de Gales.
Recentemente, Ivy voltou a ganhar popularidade e, em 2020, foi o sexto nome mais popular para meninas na Inglaterra e no País de Gales. O nome também tem se tornado mais comum em outros países de língua inglesa. Desde 2021, ele está entre os 50 nomes mais usados para recém-nascidas nos Estados Unidos e foi o 42º nome mais utilizado para meninas lá em 2022. Em 2022, foi o 33º nome mais popular dado a meninas no Canadá. Outros nomes botânicos também estão na moda atualmente, assim como nomes que contêm a letra "v".
Pessoas notáveis com o nome Ivy incluem:

## Nome próprio
- Ivy Adara (nascida em 1995), cantora Australiana e compositora
- Ivy Chen (nascida em 1982), atriz Tailandesa
- Ivy Close (1890–1968), atriz Britânica
- Ivy Compton-Burnett (1884–1969), escritora Inglesa
- Ivy Duke (1896–1937), atriz Britânica
- Ivy Lee (1877–1934), especialista em publicidade Americana

## Personagens fictícios
- Hera Venenosa - Poison Ivy, na franquia Batman
- Ivy Aberdeen, no livro Aberdeen's Letter to the World, de Ashley Herring Blake
- Ivy Ling, uma personagem da American Girl
- Ivy Wentz, uma personagem recorrente na sitcom do Disney Channel de 2010 Boa Sorte, Charlie
- Ivy, na série animada de televisão dos anos 1990 Onde está Carmen Sandiego?
- Ivy, uma personagem jogável no videogame Fire Emblem Engage
- Ivy, uma personagem da série original Disney+ de 2022, Cars on the Road
- Ivy, na série de livros infantis Ivy + Bean

## Sobrenome
- Bill Ivy (1942–1969), motociclista britânico
- Veronica Ivy, ativista canadense pelos direitos dos transgêneros